# Bridelia moonii
Bridelia moonii är en emblikaväxtart som beskrevs av George Henry Kendrick Thwaites. Bridelia moonii ingår i släktet Bridelia och familjen emblikaväxter. IUCN kategoriserar arten globalt som sårbar.
Artens utbredningsområde är Sri Lanka. Inga underarter finns listade i Catalogue of Life.